# Sabeur Ben Rejeb
Sabeur Ben Rejeb (arabe : صابر بن رجب), né le 5 mai 1983, est un footballeur tunisien. Il joue au poste de gardien de but avec l'Avenir sportif de Sbikha.

## Carrière
- 2004-2006 : El Makarem de Mahdia (Tunisie)
- 2006-2009 : Club africain (Tunisie)
- 2009-2012 : Jeunesse sportive kairouanaise (Tunisie)
- 2012-2013 : Espoir sportif de Hammam Sousse (Tunisie)
- 2013-2014 : Olympique de Béja (Tunisie)
- 2014 : Association sportive de l'Ariana (Tunisie)
- 2014-2016 : Jendouba Sports (Tunisie)
- 2016-2017 : Football Club Hammamet (Tunisie)
- 2017-2019 : Football Mdhilla Club (Tunisie)
- 2019-2020 : Stade sportif de Meknassy (Tunisie)
- 2020-2021 : Union sportive de Siliana (Tunisie)
- 2021-2022 : Club sportif de Hajeb El Ayoun (Tunisie)
- 2022 : El Khadra Sport (Tunisie)
- 2022-2023 : Avenir sportif de Mohamedia (Tunisie)
- 2023 : Club sportif de Makthar (Tunisie)
- depuis 2023 : Avenir sportif de Sbikha (Tunisie)

## Palmarès
- Championnat de Tunisie :
  - Vainqueur : 2008
- Coupe nord-africaine des clubs champions :
  - Vainqueur : 2009